# Бојер-Мур алгоритам за претрагу ниски
У рачунарству  Бојер-Мур алгоритам за претрагу ниски је ефикасан алгоритам за претрагу низова који је стандардни репер за практично претраживање ниски у литератури. Развили су га Роберт С. Бојер и Ј Стротер Мур. Алгоритам претпроцесује ниску која се тражи (узорак), али не ниску која се тражи (у тексту). Због тога је погодан за примене где се текст не састоји од више третрага али узорак да. Бојер-Мур алгоритам користи информације које су прикупљене током претпроцесирања да би прескочио делове текста, разултирајући мањим сталним фактором од многих других алторитама за ниске. У принципу, алгоритам ради брже док се дужина узорка повећава.

## Дефиниције
| A | N | P | A | N | M | A | N | - |
| P | A | N | - | - | - | - | - | - |
| - | P | A | N | - | - | - | - | - |
| - | - | P | A | N | - | - | - | - |
| - | - | - | P | A | N | - | - | - |
| - | - | - | - | P | A | N | - | - |
| - | - | - | - | - | P | A | N | - |

- S[i] односи се на карактер у индексу i ниске S, почевши од 1.
- S[i..j] се односи на подниску ниске S почевши од i и завршавајући се на j, закључно.
- Префикс из S је подниска S[1..i] за неко i у размаку [1, n], где је n дужина S.
- Суфикс из S је подниска S[i..n] за неко i у размаку [1, n], где је n дужина S.
- Ниска која се тражи зове се узорак и зове се симболом P.
- Ниска кроз коју се претражује зове се текст и зове се симболом T.
- Дужина P је n.
- Дужина T је m.
- Поравнање од P до T је индекс k у T такав да последњи карактер из P је поравнат са индексом k из T.
- Подударање или појава P се јавља у виду усклађивања ако је P еквивалентно са T[(k-n+1)..k].

## Опис
Бојер-Мур алгоритам тражи појављивања P у T вршећи експлицитно поређење карактера на различитим поравнањима. Уместо претраге сировом снагом свих поравнања (којих има m-n+1). Бојер-Мур користи информације добијене из претпроцесирања P да прескочи што више поравнања.
Алгоритам почиње код поравнања k = n, тако да је почетак P је поравнат са почетком T. Карактери P и T се онда пореде почевши од индекса n у P и k у Т, идући ка доле: ниске се упарују од краја ка почетку од P. Поређења се настављају све док не дође или до неусклађености или се дође до почетка P (што значи да је дошло до поклапања), после чега је поравнање померено удесно у складу са максималном вредношћу која је дозвољена одређеним правилима. Поређења се поново врше у новом поравнању, и процес се понавља све док поравнање не прође крај T.
Правила за померање се имплементирају као константе табеле за преглед, коришћењем табеле добијене током претпроцесирања P.

## Правила за померање

### Правило лошег карактера

#### Опис
| - | - | - | - | X | - | - | K | - | - | - |
| A | N | P | A | N | M | A | N | A | M | - |
| - | N | N | A | A | M | A | N | - | - | - |
| - | - | - | N | N | A | A | M | A | N | - |

Правило лошег карактера разматра карактер у T код ког процес поређења не успе (претпостављајући да ће до таквог неуспеха доћи). Следеће појављивање тог карактера лево у P се проналази, и промена коју доноси тај догађај у складу са непогођеним догађајем у T се предлаже. Ако се непогођени карактер не појави лево у P, предлаже се померање које помера цело P после тачке неслагања.

#### Претпроцесирање
Методе варирају у тачном облику табела које правило лошег карактера треба да узме, али једноставно решење инстант-време претргагом је следеће: направити 2D табелу која се индексира прво по идексу карактера cу алфабету о другог по индексу i у узорку. Ово проналажење враћа појављивање c' y P са следећим највећим индексом j < i или -1 ако нема таквог догађаја. Предложено померање ће онда бити i - j, са O(1) временском сложеношћу и O(kn) просторном, претпостављајући коначну дужину речи дужине k.

### Добро правило суфикса

#### Опис
| - | - | - | - | X | - | - | K | - | - | - | - | - |
| M | A | N | P | A | N | A | M | A | N | A | P | - |
| A | N | A | M | P | N | A | M | - | - | - | - | - |
| - | - | - | - | A | N | A | M | P | N | A | M | - |

Добро правило суфикса је упадљиво сложеније у оба концепта и имплементације од правила лошег карактера. То је разлог зашто поређења почињу на крају узорка радије него на почетку, и формално се наводи као:

Претпоставимо да за дато поравнање из P и T, подстринг t из T одговара суфиксу из P, али до неслагања долази током следећег поређења улево. Онда пронаћи, уколико постоји, најдеснију копију t' из t у P тако да t' није суфикс из P и карактер лево од t' у P се раликује од карактера лево од t у P. Помера се P удесно тако да подниска t' у P је испод подниске t у T. Ако t' не постоји, онда помери улево од P после левог краја t у T за најмању величину тако да префикс помереног узорка се подудара са суфиксом t у T. Ако такво померање није могуће, онда помери P за n места удесно. Ако се појави P, онда помери P за најмању величину тако да одговарајући префикс помереног P се подудара са суфиксом настанка из P у T. Ако такво померање није могуће, онда помери P за n места, то јест, помери P поред T.

#### Претпроцесирање
Добро правило префикса захтева две табеле: једну да користи у генералном случају, и још једну да се користи када када или генерални случај не врати неки значајан резултат или дође до подударања. Ове табеле ће бити одређене L и H односно. Њихове дефиниције су као што следи :

За свако i, L[i] је највећа позиција мања од n таква да ниска P[i..n] се подудара са суфиксом од P[1..L[i]] и таква да карактер претходног чији суфикс није једнак P[i-1]. L[i] је постављен на нулу ако нема позиције која задовољава услов.

Нека H[i] означава дужину највећег суфикса из P[i..n] који је такође и префикс из P, ако он постоји. Ако не постоје, онда је H[i] постављен на нулу.

Обе табеле се могу направити тако да буду O(n) временска сложеност и да користе O(n) просторну сложеност. Поравнање померања индекса i у P је добијено из n - L[i] или n - H[i]. H би требало само да се користи ако је L[i] нула или је дошло до подударања.

## Галил правило
Једноставна али веома важна имплементација Бојер-Мура, поставио је Галил 1979.
За разлику од померања, Галил правило бави се убрзавањем поређења током сваког поравнања тако што прескаче делове за које се зна да се подударају. Претпоставимо да код поравнања k1, P се пореди са T до карактера c из T. Онда ако се P помера до k2 тако да је леви крај између c и k1, је следећа фаза префикса из P мора се подударати са подниском T[(k2 - n)..k1]. Тако да ако поређења дођу до позиције k1 of T, појављивање из P може се забележити без експлицитног проверања после k1. Поред тога што побољшава ефикасност Бојер-Мура, Галил правило увек мора даје lлинеарно време егзекуције у најгорем случају.

## Перформансе
Бојер-Мур алгоритам како је наведно у оригиналном раду има најгори случај временске сложености O(n+m) само ако се узорак не појави у тексту. Ово су први доказали Кнут, Морис, и Прат 1977,
затим Гуиба and Одлизко 1980 са горњом границом од 5m поређења у најгорем случају. Кол је дао доказ да горња граинца од 3m поређења у најгорем случају 1991.
Када се узорак појави у тексту, временска сложеност оригиналног алгоритма је O(nm) у најгорем случају. Ово је лако видети када се и узорак и текст састоје само од истих понабљајућих карактера. Међутим, укључење Галил правила даје линеарну сложеност у свим случајевима.

## Имплементације
Разне имплементације постоје у ралзичитим програмским језицима. У C++-y, Boost обезбеђује generic Boyer–Moore search имплементације у Алгоритми библиотеци.

### Python имплементација
```
from
 
typing
 
import
 
*

# This version is sensitive to the English alphabet in ASCII for case-insensitive matching.

# To remove this feature, define alphabet_index as ord(c), and replace instances of "26"

# with "256" or any maximum code-point you want. For Unicode you may want to match in UTF-8

# bytes instead of creating a 0x10FFFF-sized table.

ALPHABET_SIZE
 
=
 
26

def
 
alphabet_index
(
c
:
 
str
)
 
->
 
int
:

    
"""Return the index of the given character in the English alphabet, counting from 0."""

    
val
 
=
 
ord
(
c
.
lower
)
 
-
 
ord
(
"a"
)

    
assert
 
val
 
>=
 
0
 
and
 
val
 
<
 
ALPHABET_SIZE

    
return
 
val

def
 
match_length
(
S
:
 
str
,
 
idx1
:
 
int
,
 
idx2
:
 
int
)
 
->
 
int
:

    
"""Return the length of the match of the substrings of S beginning at idx1 and idx2."""

    
if
 
idx1
 
==
 
idx2
:

        
return
 
len
(
S
)
 
-
 
idx1

    
match_count
 
=
 
0

    
while
 
idx1
 
<
 
len
(
S
)
 
and
 
idx2
 
<
 
len
(
S
)
 
and
 
S
[
idx1
]
 
==
 
S
[
idx2
]:

        
match_count
 
+=
 
1

        
idx1
 
+=
 
1

        
idx2
 
+=
 
1

    
return
 
match_count

def
 
fundamental_preprocess
(
S
:
 
str
)
 
->
 
List
[
int
]:

    
"""Return Z, the Fundamental Preprocessing of S.

    Z[i] is the length of the substring beginning at i which is also a prefix of S.

    This pre-processing is done in O(n) time, where n is the length of S.

    """

    
if
 
len
(
S
)
 
==
 
0
:
  
# Handles case of empty string

        
return
 
[]

    
if
 
len
(
S
)
 
==
 
1
:
  
# Handles case of single-character string

        
return
 
[
1
]

    
z
 
=
 
[
0
 
for
 
x
 
in
 
S
]

    
z
[
0
]
 
=
 
len
(
S
)

    
z
[
1
]
 
=
 
match_length
(
S
,
 
0
,
 
1
)

    
for
 
i
 
in
 
range
(
2
,
 
1
 
+
 
z
[
1
]):
  
# Optimization from exercise 1-5

        
z
[
i
]
 
=
 
z
[
1
]
 
-
 
i
 
+
 
1

    
# Defines lower and upper limits of z-box

    
l
 
=
 
0

    
r
 
=
 
0

    
for
 
i
 
in
 
range
(
2
 
+
 
z
[
1
],
 
len
(
S
)):

        
if
 
i
 
<=
 
r
:
  
# i falls within existing z-box

            
k
 
=
 
i
 
-
 
l

            
b
 
=
 
z
[
k
]

            
a
 
=
 
r
 
-
 
i
 
+
 
1

            
if
 
b
 
<
 
a
:
  
# b ends within existing z-box

                
z
[
i
]
 
=
 
b

            
else
:
  
# b ends at or after the end of the z-box, we need to do an explicit match to the right of the z-box

                
z
[
i
]
 
=
 
a
 
+
 
match_length
(
S
,
 
a
,
 
r
 
+
 
1
)

                
l
 
=
 
i

                
r
 
=
 
i
 
+
 
z
[
i
]
 
-
 
1

        
else
:
  
# i does not reside within existing z-box

            
z
[
i
]
 
=
 
match_length
(
S
,
 
0
,
 
i
)

            
if
 
z
[
i
]
 
>
 
0
:

                
l
 
=
 
i

                
r
 
=
 
i
 
+
 
z
[
i
]
 
-
 
1

    
return
 
z

def
 
bad_character_table
(
S
:
 
str
)
 
->
 
List
[
List
[
int
]]:

    
"""

    Generates R for S, which is an array indexed by the position of some character c in the

    English alphabet. At that index in R is an array of length |S|+1, specifying for each

    index i in S (plus the index after S) the next location of character c encountered when

    traversing S from right to left starting at i. This is used for a constant-time lookup

    for the bad character rule in the Boyer-Moore string search algorithm, although it has

    a much larger size than non-constant-time solutions.

    """

    
if
 
len
(
S
)
 
==
 
0
:

        
return
 
[[]
 
for
 
a
 
in
 
range
(
ALPHABET_SIZE
)]

    
R
 
=
 
[[
-
1
]
 
for
 
a
 
in
 
range
(
ALPHABET_SIZE
)]

    
alpha
 
=
 
[
-
1
 
for
 
a
 
in
 
range
(
ALPHABET_SIZE
)]

    
for
 
i
,
 
c
 
in
 
enumerate
(
S
):

        
alpha
[
alphabet_index
(
c
)]
 
=
 
i

        
for
 
j
,
 
a
 
in
 
enumerate
(
alpha
):

            
R
[
j
]
.
append
(
a
)

    
return
 
R

def
 
good_suffix_table
(
S
:
 
str
)
 
->
 
List
[
int
]:

    
"""

    Generates L for S, an array used in the implementation of the strong good suffix rule.

    L[i] = k, the largest position in S such that S[i:] (the suffix of S starting at i) matches

    a suffix of S[:k] (a substring in S ending at k). Used in Boyer-Moore, L gives an amount to

    shift P relative to T such that no instances of P in T are skipped and a suffix of P[:L[i]]

    matches the substring of T matched by a suffix of P in the previous match attempt.

    Specifically, if the mismatch took place at position i-1 in P, the shift magnitude is given

    by the equation len(P) - L[i]. In the case that L[i] = -1, the full shift table is used.

    Since only proper suffixes matter, L[0] = -1.

    """

    
L
 
=
 
[
-
1
 
for
 
c
 
in
 
S
]

    
N
 
=
 
fundamental_preprocess
(
S
[::
-
1
])
  
# S[::-1] reverses S

    
N
.
reverse


    
for
 
j
 
in
 
range
(
0
,
 
len
(
S
)
 
-
 
1
):

        
i
 
=
 
len
(
S
)
 
-
 
N
[
j
]

        
if
 
i
 
!=
 
len
(
S
):

            
L
[
i
]
 
=
 
j

    
return
 
L

def
 
full_shift_table
(
S
:
 
str
)
 
->
 
List
[
int
]:

    
"""

    Generates F for S, an array used in a special case of the good suffix rule in the Boyer-Moore

    string search algorithm. F[i] is the length of the longest suffix of S[i:] that is also a

    prefix of S. In the cases it is used, the shift magnitude of the pattern P relative to the

    text T is len(P) - F[i] for a mismatch occurring at i-1.

    """

    
F
 
=
 
[
0
 
for
 
c
 
in
 
S
]

    
Z
 
=
 
fundamental_preprocess
(
S
)

    
longest
 
=
 
0

    
for
 
i
,
 
zv
 
in
 
enumerate
(
reversed
(
Z
)):

        
longest
 
=
 
max
(
zv
,
 
longest
)
 
if
 
zv
 
==
 
i
 
+
 
1
 
else
 
longest

        
F
[
-
i
 
-
 
1
]
 
=
 
longest

    
return
 
F

def
 
string_search
(
P
,
 
T
)
 
->
 
List
[
int
]:

    
"""

    Implementation of the Boyer-Moore string search algorithm. This finds all occurrences of P

    in T, and incorporates numerous ways of pre-processing the pattern to determine the optimal

    amount to shift the string and skip comparisons. In practice it runs in O(m) (and even

    sublinear) time, where m is the length of T. This implementation performs a case-insensitive

    search on ASCII alphabetic characters, spaces not included.

    """

    
if
 
len
(
P
)
 
==
 
0
 
or
 
len
(
T
)
 
==
 
0
 
or
 
len
(
T
)
 
<
 
len
(
P
):

        
return
 
[]

    
matches
 
=
 
[]

    
# Preprocessing

    
R
 
=
 
bad_character_table
(
P
)

    
L
 
=
 
good_suffix_table
(
P
)

    
F
 
=
 
full_shift_table
(
P
)

    
k
 
=
 
len
(
P
)
 
-
 
1
      
# Represents alignment of end of P relative to T

    
previous_k
 
=
 
-
1
     
# Represents alignment in previous phase (Galil's rule)

    
while
 
k
 
<
 
len
(
T
):

        
i
 
=
 
len
(
P
)
 
-
 
1
  
# Character to compare in P

        
h
 
=
 
k
           
# Character to compare in T

        
while
 
i
 
>=
 
0
 
and
 
h
 
>
 
previous_k
 
and
 
P
[
i
]
 
==
 
T
[
h
]:
  
# Matches starting from end of P

            
i
 
-=
 
1

            
h
 
-=
 
1

        
if
 
i
 
==
 
-
1
 
or
 
h
 
==
 
previous_k
:
  
# Match has been found (Galil's rule)

            
matches
.
append
(
k
 
-
 
len
(
P
)
 
+
 
1
)

            
k
 
+=
 
len
(
P
)
 
-
 
F
[
1
]
 
if
 
len
(
P
)
 
>
 
1
 
else
 
1

        
else
:
  
# No match, shift by max of bad character and good suffix rules

            
char_shift
 
=
 
i
 
-
 
R
[
alphabet_index
(
T
[
h
])][
i
]

            
if
 
i
 
+
 
1
 
==
 
len
(
P
):
  
# Mismatch happened on first attempt

                
suffix_shift
 
=
 
1

            
elif
 
L
[
i
 
+
 
1
]
 
==
 
-
1
:
  
# Matched suffix does not appear anywhere in P

                
suffix_shift
 
=
 
len
(
P
)
 
-
 
F
[
i
 
+
 
1
]

            
else
:
               
# Matched suffix appears in P

                
suffix_shift
 
=
 
len
(
P
)
 
-
 
1
 
-
 
L
[
i
 
+
 
1
]

            
shift
 
=
 
max
(
char_shift
,
 
suffix_shift
)

            
previous_k
 
=
 
k
 
if
 
shift
 
>=
 
i
 
+
 
1
 
else
 
previous_k
  
# Galil's rule

            
k
 
+=
 
shift

    
return
 
matches

```

### C имплементација
```
#include
 
<stdint.h>

#include
 
<stddef.h>

#include
 
<stdbool.h>

#include
 
<stdlib.h>

#define ALPHABET_LEN 256

#define max(a, b) ((a < b) ? b : a)

// BAD CHARACTER RULE.

// delta1 table: delta1[c] contains the distance between the last

// character of pat and the rightmost occurrence of c in pat.

//

// If c does not occur in pat, then delta1[c] = patlen.

// If c is at string[i] and c != pat[patlen-1], we can safely shift i

//   over by delta1[c], which is the minimum distance needed to shift

//   pat forward to get string[i] lined up with some character in pat.

// c == pat[patlen-1] returning zero is only a concern for BMH, which

//   does not have delta2. BMH makes the value patlen in such a case.

//   We follow this choice instead of the original 0 because it skips

//   more. (correctness?)

//

// This algorithm runs in alphabet_len+patlen time.

void
 
make_delta1
(
ptrdiff_t
 
*
delta1
,
 
uint8_t
 
*
pat
,
 
size_t
 
patlen
)
 
{

    
for
 
(
int
 
i
=
0
;
 
i
 
<
 
ALPHABET_LEN
;
 
i
++
)
 
{

        
delta1
[
i
]
 
=
 
patlen
;

    
}

    
for
 
(
int
 
i
=
0
;
 
i
 
<
 
patlen
-2
;
 
i
++
)
 
{

        
delta1
[
pat
[
i
]]
 
=
 
patlen
-1
 
-
 
i
;

    
}

}

// true if the suffix of word starting from word[pos] is a prefix

// of word

bool
 
is_prefix
(
uint8_t
 
*
word
,
 
size_t
 
wordlen
,
 
ptrdiff_t
 
pos
)
 
{

    
int
 
suffixlen
 
=
 
wordlen
 
-
 
pos
;

    
// could also use the strncmp() library function here

    
// return ! strncmp(word, &word[pos], suffixlen);

    
for
 
(
int
 
i
 
=
 
0
;
 
i
 
<
 
suffixlen
;
 
i
++
)
 
{

        
if
 
(
word
[
i
]
 
!=
 
word
[
pos
+
i
])
 
{

            
return
 
false
;

        
}

    
}

    
return
 
true
;

}

// length of the longest suffix of word ending on word[pos].

// suffix_length("dddbcabc", 8, 4) = 2

size_t
 
suffix_length
(
uint8_t
 
*
word
,
 
size_t
 
wordlen
,
 
ptrdiff_t
 
pos
)
 
{

    
size_t
 
i
;

    
// increment suffix length i to the first mismatch or beginning

    
// of the word

    
for
 
(
i
 
=
 
0
;
 
(
word
[
pos
-
i
]
 
==
 
word
[
wordlen
-1
-
i
])
 
&&
 
(
i
 
<
 
pos
);
 
i
++
);

    
return
 
i
;

}

// GOOD SUFFIX RULE.

// delta2 table: given a mismatch at pat[pos], we want to align

// with the next possible full match could be based on what we

// know about pat[pos+1] to pat[patlen-1].

//

// In case 1:

// pat[pos+1] to pat[patlen-1] does not occur elsewhere in pat,

// the next plausible match starts at or after the mismatch.

// If, within the substring pat[pos+1 .. patlen-1], lies a prefix

// of pat, the next plausible match is here (if there are multiple

// prefixes in the substring, pick the longest). Otherwise, the

// next plausible match starts past the character aligned with

// pat[patlen-1].

//

// In case 2:

// pat[pos+1] to pat[patlen-1] does occur elsewhere in pat. The

// mismatch tells us that we are not looking at the end of a match.

// We may, however, be looking at the middle of a match.

//

// The first loop, which takes care of case 1, is analogous to

// the KMP table, adapted for a 'backwards' scan order with the

// additional restriction that the substrings it considers as

// potential prefixes are all suffixes. In the worst case scenario

// pat consists of the same letter repeated, so every suffix is

// a prefix. This loop alone is not sufficient, however:

// Suppose that pat is "ABYXCDBYX", and text is ".....ABYXCDEYX".

// We will match X, Y, and find B != E. There is no prefix of pat

// in the suffix "YX", so the first loop tells us to skip forward

// by 9 characters.

// Although superficially similar to the KMP table, the KMP table

// relies on information about the beginning of the partial match

// that the BM algorithm does not have.

//

// The second loop addresses case 2. Since suffix_length may not be

// unique, we want to take the minimum value, which will tell us

// how far away the closest potential match is.

void
 
make_delta2
(
ptrdiff_t
 
*
delta2
,
 
uint8_t
 
*
pat
,
 
size_t
 
patlen
)
 
{

    
ssize_t
 
p
;

    
size_t
 
last_prefix_index
 
=
 
patlen
-1
;

    
// first loop

    
for
 
(
p
=
patlen
-1
;
 
p
>=
0
;
 
p
--
)
 
{

        
if
 
(
is_prefix
(
pat
,
 
patlen
,
 
p
+
1
))
 
{

            
last_prefix_index
 
=
 
p
+
1
;

        
}

        
delta2
[
p
]
 
=
 
last_prefix_index
 
+
 
(
patlen
-1
 
-
 
p
);

    
}

    
// second loop

    
for
 
(
p
=
0
;
 
p
 
<
 
patlen
-1
;
 
p
++
)
 
{

        
size_t
 
slen
 
=
 
suffix_length
(
pat
,
 
patlen
,
 
p
);

        
if
 
(
pat
[
p
 
-
 
slen
]
 
!=
 
pat
[
patlen
-1
 
-
 
slen
])
 
{

            
delta2
[
patlen
-1
 
-
 
slen
]
 
=
 
patlen
-1
 
-
 
p
 
+
 
slen
;

        
}

    
}

}

// Returns pointer to first match.

// See also glibc memmem() (non-BM) and std::boyer_moore_searcher (first-match).

uint8_t
*
 
boyer_moore
 
(
uint8_t
 
*
string
,
 
size_t
 
stringlen
,
 
uint8_t
 
*
pat
,
 
size_t
 
patlen
)
 
{

    
ptrdiff_t
 
delta1
[
ALPHABET_LEN
];

    
ptrdiff_t
 
delta2
[
patlen
];
 
// C99 VLA

    
make_delta1
(
delta1
,
 
pat
,
 
patlen
);

    
make_delta2
(
delta2
,
 
pat
,
 
patlen
);

    
// The empty pattern must be considered specially

    
if
 
(
patlen
 
==
 
0
)
 
{

        
return
 
string
;

    
}

    
size_t
 
i
 
=
 
patlen
 
-
 
1
;
        
// str-idx

    
while
 
(
i
 
<
 
stringlen
)
 
{

        
ptrdiff_t
 
j
 
=
 
patlen
 
-
 
1
;
 
// pat-idx

        
while
 
(
j
 
>=
 
0
 
&&
 
(
string
[
i
]
 
==
 
pat
[
j
]))
 
{

            
--
i
;

            
--
j
;

        
}

        
if
 
(
j
 
<
 
0
)
 
{

            
return
 
&
string
[
i
+
1
];

        
}

        
ptrdiff_t
 
shift
 
=
 
max
(
delta1
[
string
[
i
]],
 
delta2
[
j
]);

        
i
 
+=
 
shift
;

    
}

    
return
 
NULL
;

}

```

### Java имплементација
```
    
/**

     * Returns the index within this string of the first occurrence of the

     * specified substring. If it is not a substring, return -1.

     *

     * There is no Galil because it only generates one match.

     *

     * @param haystack The string to be scanned

     * @param needle The target string to search

     * @return The start index of the substring

     */

    
public
 
static
 
int
 
indexOf
(
char
[]
 
haystack
,
 
char
[]
 
needle
)
 
{

        
if
 
(
needle
.
length
 
==
 
0
)
 
{

            
return
 
0
;

        
}

        
int
 
charTable
[]
 
=
 
makeCharTable
(
needle
);

        
int
 
offsetTable
[]
 
=
 
makeOffsetTable
(
needle
);

        
for
 
(
int
 
i
 
=
 
needle
.
length
 
-
 
1
,
 
j
;
 
i
 
<
 
haystack
.
length
;)
 
{

            
for
 
(
j
 
=
 
needle
.
length
 
-
 
1
;
 
needle
[
j
]
 
==
 
haystack
[
i
]
;
 
--
i
,
 
--
j
)
 
{

                
if
 
(
j
 
==
 
0
)
 
{

                    
return
 
i
;

                
}

            
}

            
// i += needle.length - j; // For naive method

            
i
 
+=
 
Math
.
max
(
offsetTable
[
needle
.
length
 
-
 
1
 
-
 
j
]
,
 
charTable
[
haystack
[
i
]]
);

        
}

        
return
 
-
1
;

    
}

    
/**

     * Makes the jump table based on the mismatched character information.

     */

    
private
 
static
 
int
[]
 
makeCharTable
(
char
[]
 
needle
)
 
{

        
final
 
int
 
ALPHABET_SIZE
 
=
 
Character
.
MAX_VALUE
 
+
 
1
;
 
// 65536

        
int
[]
 
table
 
=
 
new
 
int
[
ALPHABET_SIZE
]
;

        
for
 
(
int
 
i
 
=
 
0
;
 
i
 
<
 
table
.
length
;
 
++
i
)
 
{

            
table
[
i
]
 
=
 
needle
.
length
;

        
}

        
for
 
(
int
 
i
 
=
 
0
;
 
i
 
<
 
needle
.
length
 
-
 
1
;
 
++
i
)
 
{

            
table
[
needle
[
i
]]
 
=
 
needle
.
length
 
-
 
1
 
-
 
i
;

        
}

        
return
 
table
;

    
}

    
/**

     * Makes the jump table based on the scan offset which mismatch occurs.

     * (bad character rule).

     */

    
private
 
static
 
int
[]
 
makeOffsetTable
(
char
[]
 
needle
)
 
{

        
int
[]
 
table
 
=
 
new
 
int
[
needle
.
length
]
;

        
int
 
lastPrefixPosition
 
=
 
needle
.
length
;

        
for
 
(
int
 
i
 
=
 
needle
.
length
;
 
i
 
>
 
0
;
 
--
i
)
 
{

            
if
 
(
isPrefix
(
needle
,
 
i
))
 
{

                
lastPrefixPosition
 
=
 
i
;

            
}

            
table
[
needle
.
length
 
-
 
i
]
 
=
 
lastPrefixPosition
 
-
 
i
 
+
 
needle
.
length
;

        
}

        
for
 
(
int
 
i
 
=
 
0
;
 
i
 
<
 
needle
.
length
 
-
 
1
;
 
++
i
)
 
{

            
int
 
slen
 
=
 
suffixLength
(
needle
,
 
i
);

            
table
[
slen
]
 
=
 
needle
.
length
 
-
 
1
 
-
 
i
 
+
 
slen
;

        
}

        
return
 
table
;

    
}

    
/**

     * Is needle[p:end] a prefix of needle?

     */

    
private
 
static
 
boolean
 
isPrefix
(
char
[]
 
needle
,
 
int
 
p
)
 
{

        
for
 
(
int
 
i
 
=
 
p
,
 
j
 
=
 
0
;
 
i
 
<
 
needle
.
length
;
 
++
i
,
 
++
j
)
 
{

            
if
 
(
needle
[
i
]
 
!=
 
needle
[
j
]
)
 
{

                
return
 
false
;

            
}

        
}

        
return
 
true
;

    
}

    
/**

     * Returns the maximum length of the substring ends at p and is a suffix.

     * (good suffix rule)

     */

    
private
 
static
 
int
 
suffixLength
(
char
[]
 
needle
,
 
int
 
p
)
 
{

        
int
 
len
 
=
 
0
;

        
for
 
(
int
 
i
 
=
 
p
,
 
j
 
=
 
needle
.
length
 
-
 
1
;

                 
i
 
>=
 
0
 
&&
 
needle
[
i
]
 
==
 
needle
[
j
]
;
 
--
i
,
 
--
j
)
 
{

            
len
 
+=
 
1
;

        
}

        
return
 
len
;

    
}

```

## Варијанте
Бојер-Мур-Хорспул алгоритам је упрошћавање Бојер-Мур алгоритма само користећи правило лошег карактера.
Апостолико-Ђијанкарлов алгоритам убрзава процес проверавања да ли је до подударања дошло код одрешеног поравнања прескачући екплицитне провере карактера. Ово користи информације сакупљене током претпроцесирања узорка у спајању са суфкисом се подудараца са дужином забележеном при сваком покушају подударања. Чување дужина погођених суфикса захтева додатну табелу која је једнака величини текста који се претражује.